# Gladiovalva
Gladiovalva é um gênero de traça pertencente à família Agonoxenidae.